# Трамвай Кальяри
Трамвай (лёгкая железная дорога) Кальяри (официальное итальянское название — Metropolitana leggera di Cagliari) — вид транспорта в Кальяри (Италия, Сардиния), современная трамвайная система, частично использующая линии бывшей узкоколейной железной дороги. Открылась 1 марта 2008 года.
Трамвайную систему эксплуатирует сардинская железнодорожная компания Ferrovie della Sardegna.

## История

### Первая трамвайная система
В 1888 году в Кальяри был пущен паровой трамвай, а в 1915 году — электрический.
На пике своего развития первая трамвайная система Кальяри состояла из трёх городских маршрутов. Маршруты обозначались буквами.
Первая трамвайная система Кальяри была закрыта в 1974 году.

### Современная трамвайная система
Предварительные работы в рамках проекта по строительству трамвая начались в 2003 году, а работы по переоборудованию для движения трамваев участка узкоколейной железной дороги между Piazza Repubblica (6,5 км) начались в июне 2004 года. Первоначально открытие трамвайного движения было запланировано на июнь 2006 года. Однако первая пробная поездка трамвая состоялась только в 2007 году, 28 января.
Система открылась 1 марта 2008 года. В будущем планируется расширение системы.

## Описание системы
Пусковой участок трамвайной системы представляет собой переоборудованный под движение трамваев участок линии узкоколейной железной дороги. Длина пускового участка — 6,5 км. Трамвай унаследовал от узкоколейки ширину колеи, которая составляет 950 мм.
В будущем планируется значительное расширение трамвайной сети. Запланировано строительство ещё пяти линий в дополнение к первой, общая протяжённость системы составит 35 км.

## Подвижной состав
В Кальяри используется шесть трамваев типа 06 T производства чешской фирмы Škoda. Трамваи низкопольные, пятисекционные, двусторонние. Бортовые номера — 01-06.